# Lazër Filipi
Lazër Filipi (ur. 7 lutego 1921 we wsi Sherq, zm. 16 grudnia 2016 w Tiranie) – albański aktor i reżyser.

## Życiorys
Po raz pierwszy wystąpił na scenie w czasie nauki w szkole 28 Nëntori w Szkodrze, w której przy stowarzyszeniu patriotycznym Bogdani działał amatorski zespół teatralny. W 1938 przeniósł się ze Szkodry do Tirany. W czasie II wojny światowej działał w ruchu oporu, jako żołnierz 27 Brygady AWN. W 1943 należał do organizatorów Teatru Młodzieży Antyfaszystowskiej (alb. Teatri të Rinisë Antifashiste). W 1945, za namową reżysera Sokrata Mio rozpoczął pracę w Teatrze Ludowym (alb. Teatri Popullor) w Tiranie. Zadebiutował jedną z głównych ról w dramacie Topaz Marcela Pagnola.
W 1947 wyjechał na studia aktorskie do Zagrzebia, a rok później, po zerwaniu stosunków albańsko-jugosłowiańskich do Pragi (Czechosłowacja). Był jednym z pierwszych Albańczyków, którzy odbyli studia aktorskie w zagranicznej uczelni. Studia w praskiej FAMU ukończył w 1950. Oprócz licznych ról teatralnych miał na swoim koncie także 16 ról w filmach fabularnych, Zadebiutował epizodyczną rolą w filmie Tana w 1958 r. W 1975 na I Festiwalu Filmów Albańskich otrzymał nagrodę za rolę w filmie Ne fillim te veres. W 1977 przeszedł na emeryturę, ale sporadycznie nadal występował na scenie. W 1991 założył grupę teatralną Tirana, w której zajął się reżyserowaniem dramatów autorów albańskich.
Jest laureatem Nagrody Państwowej Ludowej Republiki Albanii, którą otrzymał w 1957 za rolę Lenina w dramacie Dzwony Kremla Nikołaja Pogodina. Otrzymał także tytuł Zasłużonego Artysty (alb. Artist i Merituar). Pracował jako pedagog na Wydziale Aktorskim Instytutu Sztuk w Tiranie. W 2022 imieniem aktora nazwano jedną z ulic w Tiranie.

## Role filmowe
- 1958: Tana jako Llazar Kushi
- 1959: Furtuna jako Demir
- 1959: Gratë gazmore të Uindsorit jako Haxhi
- 1966: Oshëtime në bregdet jako Shazo
- 1969: Perse bie kjo daulle jako dyrektor
- 1972: Kapedani jako Ropi
- 1972: Ndërgjegja jako dyrektor
- 1975: Ne fillim te veres jako Shaqo Bregu
- 1976: Pylli i lirise jako ojciec Theodor
- 1977: Shëmbja e idhujve jako Dash Cungeli
- 1977: Keshilltaret jako Mitro
- 1980: Nusja jako Sadik Aliaj
- 1983: Kohë e largët jako kupiec
- 1983: Nje emer midis njerezve jako Nazmi
- 1984: Koha nuk pret jako kupiec
- 1987: Në emër të lirisë jako Elmaz
- 1988: Misioni pertej detit
- 1988: Balada e Kurbinit jako doradca paszy
- 1991: Enigma
- 2009: Ne dhe Lenini jako Llazar Koriti
- 2010: Tingulli i heshtjes